# Aproximant lateral palatal sonora
L' aproximant lateral palatal sonora és un so de la parla que es representa com a [ʎ] en l'AFI (una lletra i grega minúscula invertida). En la notació romànica es representava [ l̮]. Està present en moltes llengües actuals, com l'italià, el grec modern, alguns dialectes del castellà, etc., tot i que no en totes té la categoria de fonema.

## Característiques
- És un so lateral perquè l'aire s'escapa pels costats de la llengua.
- És una consonant oral.
- És sonora perquè hi ha vibració de les cordes vocals.

## En català
Aquest fonema en català es representa amb el dígraf LL, com a callar. És un fonema de molt elevada ocurrència en català, i, a diferència de la majoria d'altres llengües que el tenen, pot aparèixer tant en posició d'obertura com de coda sil·làbica.
Pel que fa a la seva etimologia, es troba directament relacionada amb la variació dialectal que presenta. Com tots els fonemes palatals, prové de l'evolució de grups llatins, ja que en llatí no existien els fonemes palatals. Cal parlar de grups diferents que han convergit cap a una realització [ʎ] en català, però amb discrepància dialectal. De manera general, es pot dir que [ʎ] prové, a tots els dialectes, de:
- Palatalització de L- inicial llatina: LUNA > lluna ([ʎ]una), LIGNA > llenya ([ʎ]enya).
- Palatalització de -LL- intervocàlica llatina (pronunciada [ll] en llatí): COSTELLA ([ll]) > costella ([ʎ]), CABALLU ([ll]) > cavall ([ʎ]).

La resta de grups consonàntics que evolucionen cap a palatalitzacions poden haver evolucionat cap a [ʎ] a les àrees no ioditzants, i cap a [j] a les àrees ioditzants. Són àrees no ioditzants tots els dialectes occidentals i algunes àrees dels dialectes orientals. Són àrees ioditzants les Illes Balears i algunes zones del català central (generalment, els Vallesos, el Baix Llobregat i Osona). Els grups llatins que es presenten tot seguit han donat lloc a [ʎ] a les àrees no ioditzants i a [j] a les àrees ioditzants (vg. iodització). En aquests mots, la grafia és sempre ll, però es realitza [ʎ] o [j] segons les àrees.
| Grup llatí clàssic | Grup llatí vulgar | Evolució no ioditzant | Evolució ioditzant | Exemple                         |
| ------------------ | ----------------- | --------------------- | ------------------ | ------------------------------- |
| -LE-, -LI-         | -LY-              | [ʎ]                   | [j]                | PALEAM > PALYA > palla          |
| -C'L-              | -C'L- > -YL-      | [ʎ]                   | [j]                | OCULUM > OCLU > OYLU > ull      |
| -G'L-              | -G'L- > -YL-      | [ʎ]                   | [j]                | REGULAM > REGLA > REYLA > rella |

Aquesta iodització, a les zones ioditzants (tret de les Illes) és percebuda com a vulgar i els parlants tendeixen a evitar-la, autocorregint-se cap a [ʎ]. A les Illes, pot evolucionar cap a l'elisió completa del fonema palatal, especialment a algunes zones de la Part Forana de Mallorca i a tot Menorca.
Finalment, existeixen [ʎ] provinents d'ultracorreccions de [ʒ], percebuda com a vulgarisme, com MAJORICA > Majorca > Mallorca.
Cal no confondre aquest fenomen històric amb el ieisme, fenomen consistent a realitzar [j] totes les [ʎ] per influència del castellà o del francès, fenomen molt estès a les àrees més fortament interferides, especialment a les generacions més joves. A les àrees metropolitanes, la realització [ʎ] entre els menors de 30 anys és ja molt poc habitual, substituïda per [j].
A part d'aquestes realitzacions dialectals, es troben altres fenòmens que afecten el fonema a diferents dialectes:
- En alguerès, /ʎ/ es despalatalitza cap a [l] en posició de coda: all > a[l].
- En mallorquí es produeixen despalatalitzacions esporàdiques, de manera idiolectal: anells > ane[l]s.

[ʎ] també es troba com a al·lòfon de /l/ quan aquest fonema apareix en coda seguit de consonant palatal: el llamp > e[ʎ] llamp.